# 奈瑞·奧克斯曼

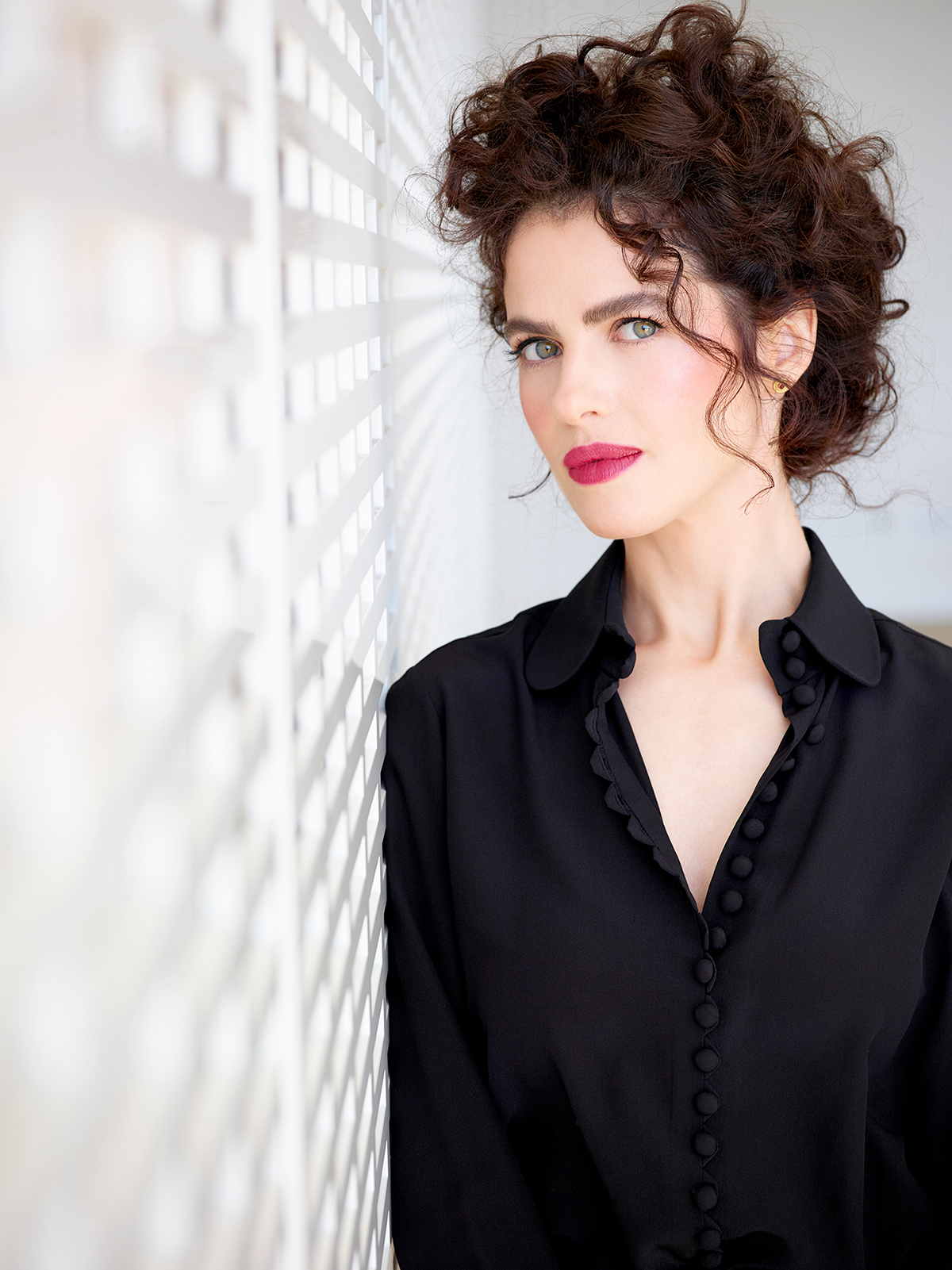
2017年的奧克斯曼

奈瑞·奧克斯曼（希伯來語：‎，1976年2月6日—）是一名美國-以色列建築師、設計師和麻省理工學院教授，以能糅合設計、生物學、電腦計算以及材料工程的藝術和建築而聞名。曾經多次在現代藝術博物館和科學博物館舉辦個人展覽。

## 生平
出生於以色列海法，雙親均是建築師。畢業於以色列理工學院和建築聯盟學院，及後再於麻省理工學院取得博士學位。2010年成為同學院副教授。2014年獲得維爾切克基金會頒發的獎項。

## 外部連結
- 官方网站 （英文）
- 奈瑞·奧克斯曼的Instagram帳戶